# Temenis
Genre
Temenis est un genre de papillons de la famille des Nymphalidae et de la sous famille des Biblidinae.

## Dénomination
Le genre a été décrit par Jakob Hübner en 1819
Synonyme : Paromia Hewitson, 1861; Callicorina Smart, 1976.

## Liste des espèces
- Temenis huebneri Fruhstorfer, 1907; présent au Brésil.
- Temenis laothoe (Cramer, [1777]); présent au Mexique, au Honduras, en Colombie, au Paraguay, au Pérou, au Brésil, au Suriname et en Guyane.
- Temenis pulchra (Hewitson, 1861); présent à Panama, en Colombie, en Équateur, en Bolivie, au Pérou et au Brésil[1].

## Caractéristiques communes
Les trois espèces de Temeris résident en Amérique, Amérique centrale et Amérique du Sud